# Жертвоприношение Исаака

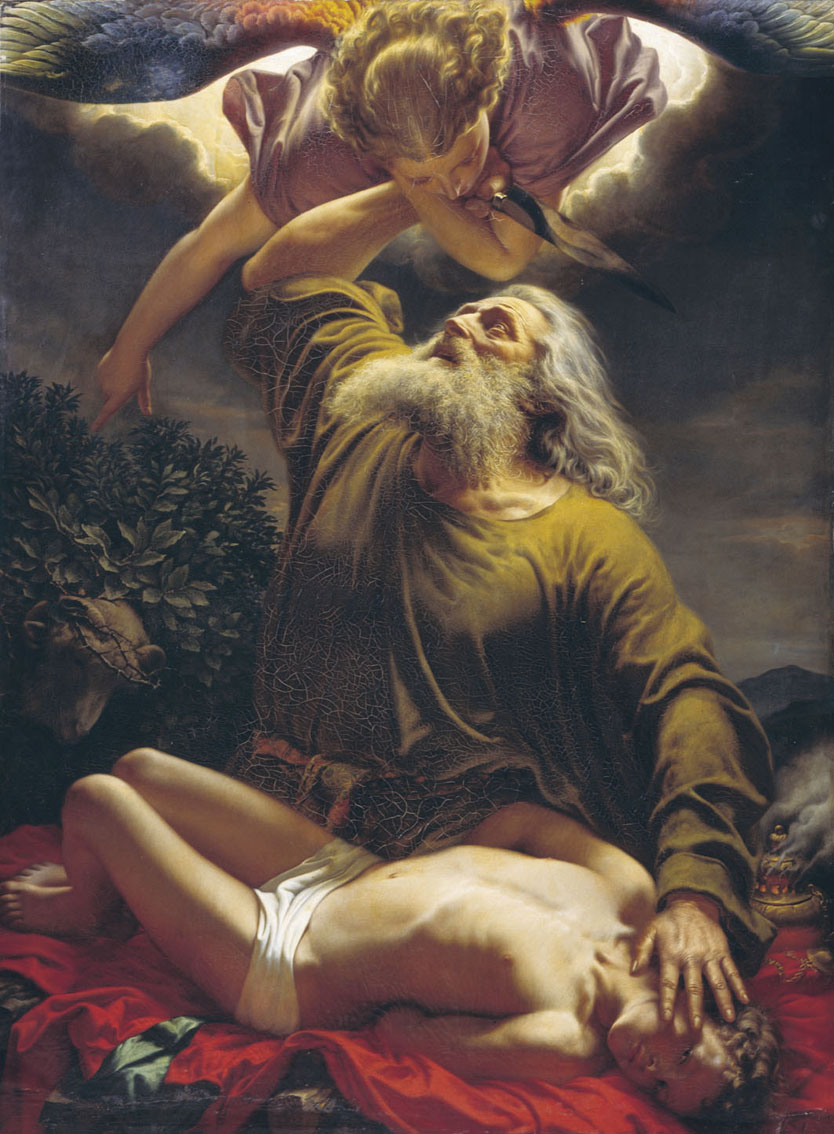
Авраам приносит Исаака в жертву (Евграф Рейтерн, 1849 год)

Жертвоприношение Исаака (ивр. עֲקֵדָת יצחק‎ [акеда́т Ицхак] дословно — «связывание Ицхака») — попытка приношения Исаака в жертву Богу Авраамом.

## Библейский рассказ

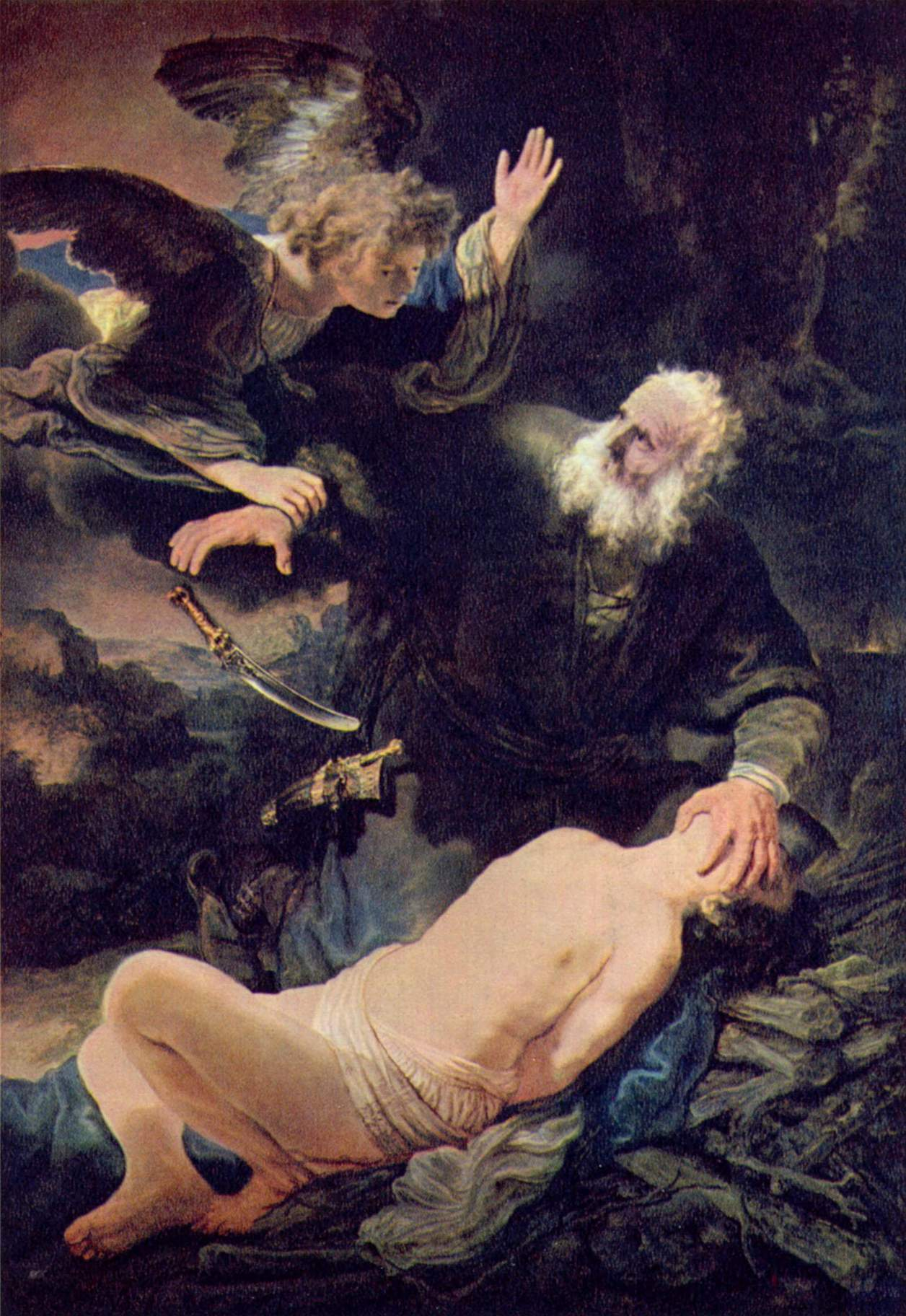
Жертвоприношение Исаака (Рембрандт, 1635 год)

Согласно библейскому рассказу (Быт. 22:1-19), Бог призвал Авраама принести своего любимого сына Исаака «во всесожжение» «в земле Мория», «на одной из гор». Ошеломлённый Авраам повиновался. На третий день пути Авраам с Исааком взошли на указанное Богом место. Придя на место, Авраам «устроил жертвенник», связал Исаака (отсюда традиционное еврейское название истории), «положил его на жертвенник поверх дров» и уже занёс над ним нож (поскольку жертву, приносимую Богу во всесожжение, следовало сначала заколоть, а затем сжечь), когда ангел воззвал к нему с неба:

Авраам! Авраам! <…> не поднимай руки твоей на отрока и не делай над ним ничего, ибо теперь Я знаю, что боишься ты Бога и не пожалел сына твоего, единственного твоего, для Меня.
— Быт. 22:11-12
Вместо Исаака в жертву был принесён баран, а Господь поклялся:

благословляя благословлю тебя и умножая умножу семя твоё, как звезды небесные и как песок на берегу моря; и овладеет семя твоё городами врагов своих; и благословятся в семени твоём все народы земли за то, что ты послушался гласа Моего.
— Быт. 22:16-18
Клятва умножить потомство Авраама давалась Господом и ранее (Быт. 15:5; Быт. 17:19; Быт. 21:12). Таким образом, можно либо уяснить из текста, что Авраам верил этому более раннему обещанию; но можно истолковать такие сведения как результат дублирования традиций.

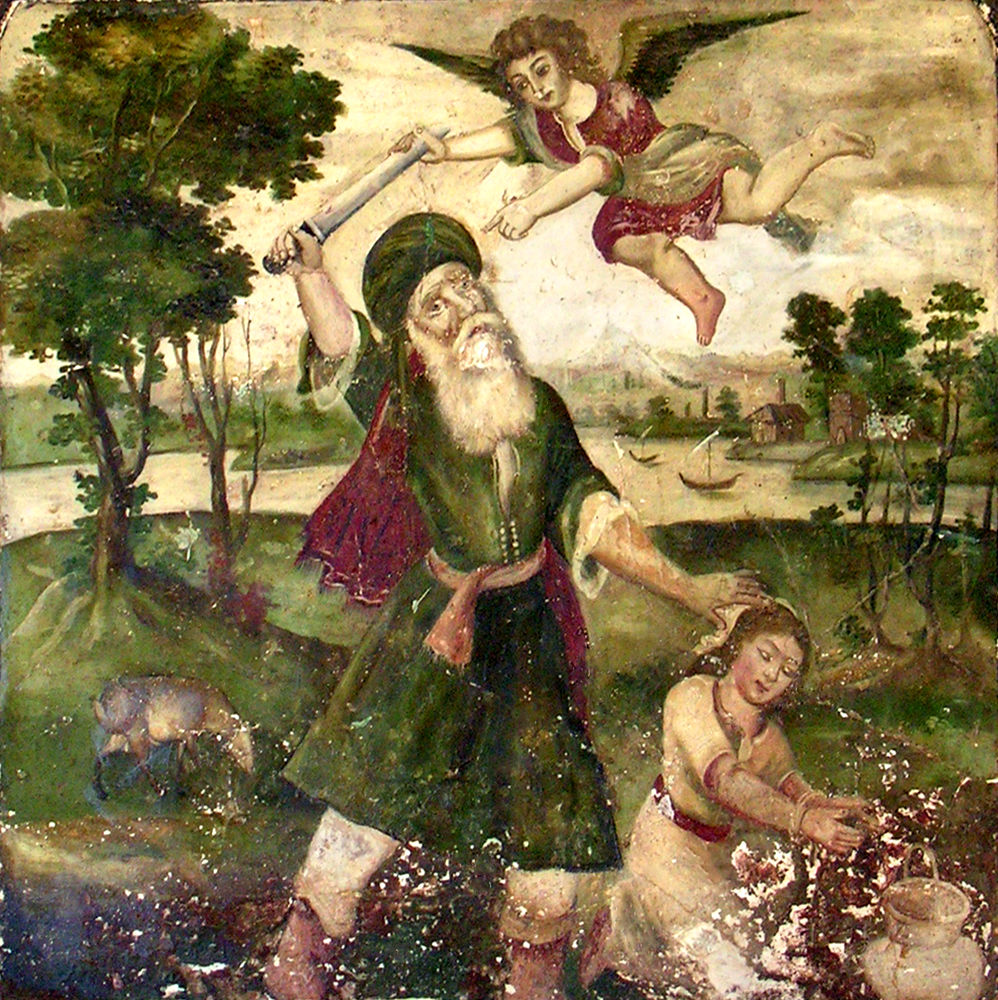
Фреска с изображением Ибрахима, которого останавливает ангел, не давая ему принести в жертву своего сына (музей Хафт Танан (Семь могил) в Ширазе)

## В Коране
История жертвоприношения Ибрахимом (Авраамом) своего сына излагается и в Коране, но лишь в немногих стихах (ас-Саффат 37:99—109):

Когда сын достиг того, чтобы разделить усердие с ним, [Ибрахим] сказал: «О сын мой! Воистину, я видел во сне, что я приношу тебя в жертву с закланием. Что думаешь ты [об этом]?» Сын ответил: «О отец мой! Поступай так, как тебе велено. Если так будет угодно Аллаху, ты найдешь меня терпеливым». Когда они оба покорились [воле Аллаха] и [отец] поверг его [лицом вниз]… Воистину, это и есть явное испытание. И Мы заменили ему [сына] на большую жертву.

Сын Ибрахима в этом эпизоде Корана по имени не назван, однако мусульманские богословы и толкователи Корана Средних веков и современности выводят из Корана и Сунны, что Исмаил (Измаил), а не Исаак был «забиих Алла» — жертвой, выбранной Аллахом (на основании того что известие о даровании Аврааму сына Исаака пришло ему позднее, уже после жертвоприношения — ас-Саффат 37:112).

## Толкование

### Виудаизме
Еврейская традиция рассматривает жертвоприношение Исаака как символ готовности к самым тяжёлым жертвам во имя преданности Богу. «Земля Мория», упоминаемая в этой истории, отождествляется в иудаизме с Храмовой горой в Иерусалиме, с которой начинается сотворение земли, на которой видел чудесный сон о лестнице Иаков, на которой Соломон впоследствии построил Храм. Поэтому считается, что Храм был воздвигнут на том самом месте, где Авраам соорудил жертвенник для всесожжения.
Мишна свидетельствует о том, что уже в I—II вв. тема жертвоприношения Исаака содержалась в молитве, читавшейся в дни постов. Талмуд предписывает чтение рассказа о жертвоприношении Исаака в синагоге на второй день Рош ха-Шана и объясняет обычай трубить в шофар (изготовляемый из рога барана) в Рош ха-Шана как напоминание о том, что вместо Исаака в жертву был принесён баран.
Широкое многообразие интерпретаций данного события представлено в Талмуде:
- Тема жертвоприношения Исаака развивается в Талмуде и в ряде аггадических мидрашей. В одном из них утверждается, что Авраам всё же принёс в жертву Исаака. Толкование основано на стихе 22:19, где говорится только о том, что именно «Авраам вернулся к слугам», но нет ничего о возвращении сына[7].
- Другое талмудическое предание связывает событие жертвоприношения с приходом Машиаха (Помазанника, Мессии) и спасением избранного народа. Народ будет спасён ради преданности и жертвенности праотца, Авраама.
- Один из вариантов талмудического объяснения причин жертвоприношения Исаака — вызов противника (сатаны), направленный Богу. Подобно сюжетному обрамлению книги Иова, satan сомневается в верности и искренности Авраама (Сангедрин 896). Искушению подвергается и Исаак, которому «противник» внушает мысли непокорности. Преодолевая их, сын сам умоляет отца связать его по рукам и ногам для жертвоприношения (Берешит рабба 56)[8]. Согласно преданию, кесарийского ученого-раввина Авваху спросили, почему дуют в шофар на Новый год. Тот ответил, что это выражение готовности народа связать себя ради Всевышнего, то есть смириться. (В. Rosh Hashana 16a).
- Последовавшая за этим событием смерть Сарры связывается в Талмуде с её переживанием по поводу возможной смерти сына.

В еврейской религиозной философии история жертвоприношения Исаака явилась предметом разнообразных толкований:
- Филон Александрийский считал, что Авраам руководствовался исключительно любовью к Богу.
- По Маймониду, Бог, повелев Аврааму принести Исаака в жертву, желал не испытать Авраама, а создать эталон человеческой любви к Богу и преданности человека Божьей воле.
- По Нахманиду, Бог знал, как поступит Авраам, однако для самого Авраама испытание было настоящим, так как он не знал, как поступит Бог.
- Согласно Книге Зогар, поскольку Авраам есть воплощение Божественного милосердия, Исаак — Божественной силы, а Иаков представляет собою принцип гармонизации, жертвоприношение Исаака приводит в движение сложный процесс, в итоге которого начала, представляемые Авраамом и Исааком, должны прийти к полной гармонии в Иакове.
- Различные толкования жертвоприношения Исаака, основанные также на понимании её как феноменализации любви человека к Богу и готовности следовать воле Его, дают выдающиеся представители хасидизма.

В средневековой еврейской религиозной поэзии тема жертвоприношения Исаака (акеды) разрабатывалась в специальном одноимённом жанре.

### Вхристианстве
В Новом Завете жертвоприношение Авраама упоминается несколько раз. В Послании ап. Иакова 2:21 автор приводит Авраама в пример, полемизируя с теми, кто утверждает самодостаточность веры в оправдании перед Богом: «Не делами ли оправдался Авраам, отец наш, возложив на жертвенник Исаака, сына своего? Видишь ли, что вера содействовала делам его, и делами вера достигла совершенства? И исполнилось слово Писания: „веровал Авраам Богу, и это вменилось ему в праведность, и он наречен другом Божиим“». Поступок патриарха расценивается как акт высшего проявления верности, доверия Богу. Данная позиция вполне укладывается в контекст иудейских толкований.
В Послании к Евреям 11:17-19 данный сюжет возникает в контексте рассуждений автора о вере: «Верою Авраам, будучи искушаем, принес в жертву Исаака и, имея обетование, принес единородного, о котором было сказано: в Исааке наречется тебе семя. Ибо он думал, что Бог силен и из мертвых воскресить, почему и получил его в предзнаменование». Патриарх приносит на алтарь своего сына, будучи уверен, что обетование Бога (о большом потомстве через Исаака) исполнится в любом случае, даже в случае его смерти, поскольку Бог способен воскресить его из мёртвых.
Уже в раннехристианской доктрине жертвоприношение Исаака рассматривается как предсказание мученичества Христа. По мнению Отцов Церкви, Иисус сам указал на эту историю как на прообраз предстоящей его голгофской жертвы: «Авраам, отец ваш, рад был увидеть день Мой; и увидел и возрадовался» (Ин. 8:56). Это мнение содержится уже в трудах Иринея Лионского (II век), Григория Богослова (IV век) и развивается последующими богословами. Ими сравнивается послушание Исаака воле Авраама и Иисуса воле Бога Отца, несение Исааком дров на гору называется прообразом несения Иисусом Креста, а его путь на гору — крестным путём на Голгофу. По причине такого толкования Православная церковь использует рассказ о жертвоприношении Исаака как паремию для вечерни пятницы пятой недели Великого поста и Великой субботы.

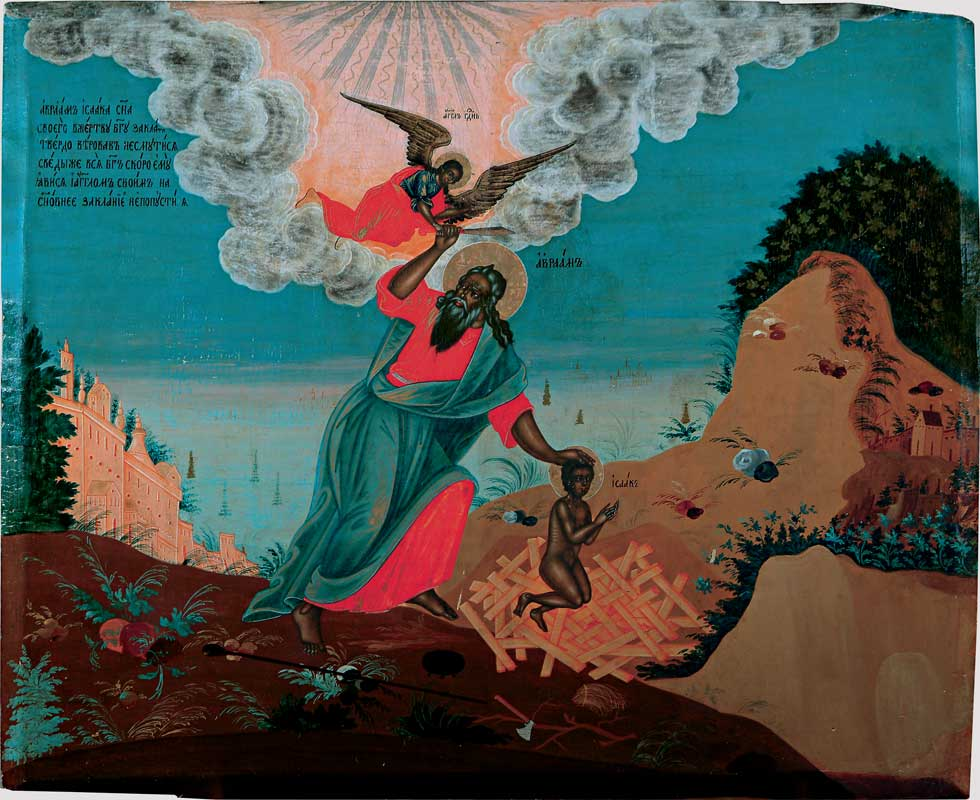
Жертвоприношение Исаака
(икона, конец XVIII века)

Святитель Иоанн Златоуст, комментируя жертвоприношение Исаака восхищается мужеством Авраама и смирением его сына, проявленном в ходе этого Божьего искушения:

Но кому здесь более удивляться и изумляться? Мужественному ли духу праотца, или покорности сына? Он не убежал, не огорчился поступком отца своего, но повиновался и покорился его намерению и как агнец безмолвно возлежал на жертвеннике, ожидая удара от руки отца. Когда все было уже приготовлено и не оставалось ничего более, то благий Господь, желая показать, что Он дал ему такое повеление не для действительнаго заклания сына, а для обнаружения всей добродетели праведника, являет наконец и собственное человеколюбие, увенчавая праведника за самое произволение, то есть самую решимость праотца принимая за действительно принесённую жертву.
— Иоанн Златоуст. Беседы на книгу Бытия (Беседа 48)

### Висламе
Авраам (Ибрахим), безропотно покорившийся Богу и готовый принести в жертву любимого сына (Исмаил), рассматривается как пример абсолютной покорности Богу. Отсюда сам термин «мусульманин», что означает «предавшийся», «покорившийся», впервые примененный Ибрахимом.
В память жертвоприношения установлен самый великий и значимый в исламе праздник — Ид-аль-Адха (Курбан-байрам). В течение четырех дней праздника мусульманин, имеющий соответствующую возможность, должен принести в жертву животное — мелкий или крупный рогатый скот. При этом мясо раздается бедным мусульманам.

## В библеистике
В библеистике существует подход, согласно которому рассказ о жертвоприношении Исаака является этиологической легендой, которая призвана объяснить происхождение практики замены человеческих жертвоприношений принесением в жертву животных. Согласно другому мнению, эта история представляет собой выражение протеста против языческого обычая принесения ребёнка в жертву богам. Принесение в жертву сыновей (нередко первенцев) было общей практикой в древнем языческом Ханаане. Подобные жертвы совершались при закладке городов, строительстве ворот, зданий (в том числе рядовых жилищных построек), по обету, для предотвращения бед. В самой Библии приводится несколько подобных примеров: моавитский царь Меша, иудейские цари Ахаз, Манассия, иерихонец Ахиил , а также пытавшийся принести в жертву Ионафана — Саул.
Исследователи Библии также проводят параллели между данным сюжетом и сходными мотивами в мифологии Древней Греции и Месопотамии.
В рамках документальной теории библейских текстов проведена реконструкция источников данного отрывка, согласно которой здесь мы видим комбинацию как минимум двух рассказов: Е («элохиста») и J («яхвиста»). Возможно, есть также и более поздняя вставка редактора. Предположение основано на употреблении имен Бога при описании событий. Итак, согласно первоначальной версии элохиста, Исаак был принесен в жертву своим отцом. С изменением социокультурного контекста, отживанием практики человеческих жертвоприношений, текст был скорректирован.
По мнению С. А. Токарева, рассказ о жертвоприношении Исаака не может рассматриваться как реминисценция действительно существовавшего института человеческих жертвоприношений, а является мифологическим обоснованием ритуала посвящения божеству «первородных» сыновей, что было в свою очередь символической трансформацией ещё более древнего ритуала инициации мальчиков.

## В философии
История жертвоприношения Исаака, как пример столкновения моральных норм и божественного повеления, рассматривалась рядом философов нового и новейшего времени, так или иначе решавших проблему соотношения морали и религии. Иммануил Кант, чья этика декларирует полную автономность морали «в силу чистого практического разума» и независимость её от религии (и, более того, зависимость веры в Бога от предписаний морали), приводит в трактате «Спор факультетов» ответ, который Авраам должен был дать на приказ принести в жертву своего сына:

Я уверен, что не должен убивать моего доброго сына. А вот в том, что ты, явившийся мне, действительно Бог, я не уверен, и не могу быть уверен.
Более того, по Канту, Авраам мог быть уверен, что услышанный им голос не принадлежит Богу. Приказание совершить что-либо противоречащее моральному закону не может, по Канту, исходить от Бога, то есть высшего морального существа, идея которого является производной, а не основой морали.
Попытки экзистенциалистского истолкования жертвоприношения Исаака были сделаны Сёреном Кьеркегором (1813—1855) и Львом Шестовым.
Сёрен Кьеркегор, посвятивший проблеме трактовки жертвоприношения Исаака книгу «Страх и трепет», признаёт вслед за Кантом, что с этической точки зрения такое жертвоприношение было бы просто убийством. Но Авраам, по Кьеркегору, «перешагивает через всё этическое, и вне его он обретает более высокую цель, в отношении к которой он и устраняет этическое». Кьеркегор говорит о «телеологическом упразднении этического», возможном для человека, живущего религиозной жизнью (в противоположность людям, живущим, по терминологии Кьеркегора, эстетически или этически). «Парадокс веры таков: единичный индивид выше, чем всеобщее» (то есть всеобщие моральные нормы); «существует абсолютный долг перед Богом», по сравнению с которым «этическое оказывается сведенным к относительному». Авраам — «рыцарь веры», верующий «силой абсурда». При этом его вера не является верой в то, что Бог отменит своё приказание, или верой в будущую жизнь: Авраам собирался совершить жертвоприношение и при этом «верил в противоречие» — в то, что он «состарится на этой земле, почитаемый своим народом, благословенный в своем роде, незабвенный в Исааке — любимейшем в его жизни».

## В искусстве

Жертвоприношение Авраама
(Лорен де Лагир, 1650 год)

Самыми ранними памятниками изобразительного искусства на тему жертвоприношения Исаака являются фрагменты росписи одной из двух синагог в Дура-Европос (III в. н. э.) и часть мозаики синагоги Бет-Альфа (VI в. н. э.).
К этой теме обращались многие выдающиеся мастера европейской живописи: Бартоломео Беллано (1430—1492), Лука Кранах Старший (1472—1533), Андреа дель Сарто (1486—1531), Тициан (1488—1576), Паоло Веронезе (1528—1588), Караваджо (1573—1610), Рембрандт (1606—1669), Тьеполо (1696—1770) и другие.
Из большого числа музыкальных произведений на тему жертвоприношения Исаака (их насчитывается около 50) наиболее известна «священная баллада» Игоря Стравинского «Авраам и Исаак» (первое исполнение — Иерусалим, 1964).
Канадский поэт, писатель, певец и бард Леонард Коэн в своем втором студийном альбоме Songs from a Room (1969) издал песню Story of Isaac (История Исаака). Первая часть текста написана от лица девятилетнего мальчика. Отец входит в его комнату и говорит, что им надо идти, что ему было видение. Мальчик, полностью доверяющий отцу, идет за ним на гору и восходит на алтарь. Затем автор песни обращается ко всем, кто строит «прекрасные» алтари для уничтожения своих детей в угоду своей идеологии, религии, заблуждению. Он заявляет о том, что всему этому должен прийти конец. В контексте Вьетнамской войны песня сразу стала символом пацифизма и борьбы за мир.
28 сентября 2011 года вышла компьютерная игра The Binding of Isaac.

## В литературе
Жертвоприношение Исаака на протяжении веков служило темой христианской религиозной драмы.
В еврейской литературе на идиш известна пьеса А. Гольдфадена «Акейдас Ицхок» («Акеда Исаака», 1897). Мотив жертвоприношения Исаака как символа высокой жертвы проходит через творчество ряда израильских поэтов и писателей 1960-70-х гг.
В русской литературе тема жертвоприношения Исаака разработана в поэме Иосифа Бродского «Авраам и Исаак» (1963), написанной, по признанию самого поэта, под впечатлением от трактата Сёрена Кьеркегора «Страх и трепет».
Значительное место решение «проблемы Авраама» исследователем истории этики Солом Вайнтраубом занимает в фантастических романах Дэна Симмонса «Гиперион» и «Падение Гипериона». Во сне он многократно слышит Голос, требующий от него принести свою дочь Рахиль в жертву на планете Гиперион ради будущего человечества, и даёт ответ: «Больше не будет жертвоприношений, ни детей, ни родителей! Жертв больше не будет! Время повиновения и искупления кончилось. Помоги нам, если ты друг, или убирайся!»

 Авраам повиновался, и для него это был правильный выбор, — подумал Сол. — Ведь этически Авраам сам был ребёнком. В те времена все люди были детьми. Правильным выбором для детей Авраама было стать взрослыми и принести в жертву себя вместо детей. Каков же правильный ответ для нас? 
Однако в дальнейшем, Сол приходит к выводу, что это Авраам испытывал Бога

 Отвергнув в последний момент жертвоприношение и отведя нож, Бог в глазах Авраама и сердцах его потомков заслужил право стать его, Авраамовым Богом.